# Hyperventilace
Hyperventilace je druh dýchání, který je výrazně hlubší nebo rychlejší oproti normálnímu dýchání. Jejím důsledkem je rozsáhlé vypuzení oxidu uhličitého z krve a snížení jeho arteriální koncentrace (PaCO2) pod normální hranici (35–45 mmHg), zvýšení krevního pH a vznik respirační alkalózy.
Hyperventilace může způsobovat příznaky, jako je znecitlivění nebo brnění rukou, nohou a rtů, pocity na omdlení, závratě, bolesti hlavy, bolesti na hrudi, flexorové spazmy rukou a nohou (karpopedální spazmus), poruchy řeči, nervózní smích a v některých případech až mdloby, zvláště při provedení Valsalvova manévru.

## Příčiny
Stres nebo úzkost často způsobují hyperventilaci, což je stav známý jako hyperventilační syndrom. Hyperventilace může být vyvolána i úmyslně, a to opakovaným hlubokým dýcháním v rychlém sledu. Dalšími příčinami mohou být různá plicní onemocnění, poranění hlavy či mozková příhoda, případně různé faktory životního stylu. V případě metabolické acidózy využívá tělo hyperventilaci jako kompenzační mechanismus ke snížení kyselosti krve. Při diabetické ketoacidóze se tento typ hyperventilace označuje jako Kussmaulovo dýchání, které je charakterizováno dlouhými a hlubokým dýcháním.
Hyperventilace se může vyskytnout také při cvičení, pokud se jeho intenzita zvýší nad maximálního hodnotu VO₂. Ta vyjadřuje aerobní kapacitu jedince během dlouhotrvajícího a méně intenzivního cvičení (např. maratonu). Při překročení VO₂ max. není tělo schopno produkovat dostatek energie čistě aerobní respirací a snaží se ji vyrobit pomocí anaerobních procesů, například využitím jaterního glykogenu, procesem zvaným glykolýza (stav označovaný jako překročení anaerobního prahu). Tento proces zvyšuje hladinu kyseliny mléčné a oxidu uhličitého v krvi, což snižuje pH krve.